# Universidad de Indiana-Universidad Purdue Indianápolis
La Universidad de Indiana-Universidad Purdue de Indianápolis (IUPUI) fue una universidad pública de investigación en Indianápolis, Indiana, Estados Unidos. Fue una colaboración entre la Universidad de Indiana y la Universidad Purdue que ofrece títulos de grado, posgrado y profesionales de ambas universidades. Administrada principalmente a través del sistema universitario de Indiana como campus central y secundariamente a través de la Universidad Purdue como campus regional, fue la principal institución de investigación urbana y ciencias de la salud académica de Indiana. La IUPUI está ubicada en el centro de Indianápolis a lo largo del río White y Fall Creek.
Entre más de 550 programas de grado, la universidad urbana albergó los campus principales de la Facultad de Medicina de la Universidad de Indiana, con más de 2000 estudiantes, y la Facultad de Odontología de la Universidad de Indiana, la única facultad de odontología del estado. Además, la Facultad de Derecho Robert H. McKinney de la Universidad de Indiana es una de las dos facultades de derecho de la Universidad de Indiana. Después de excluir el presupuesto de investigación de la Facultad de Medicina de la IU, la IUPUI fue clasificada entre "R2: Universidades de doctorado - Alta actividad de investigación".
Los Jaguars de la IUPUI compitieron en la División I de la NCAA en la Horizon League. En el campus hay varias sedes deportivas, incluido el estadio de atletismo y fútbol Michael A. Carroll de la IU y el Natatorio de la Universidad de Indiana, la piscina cubierta más grande de los Estados Unidos con una capacidad para 4700 personas.
El 12 de agosto de 2022, las juntas directivas de Purdue e IU anunciaron que la IUPUI se dividiría en dos universidades independientes, la Universidad de Indiana en Indianápolis y la Universidad de Purdue en Indianápolis. La división se concretó el 1 de julio de 2024. El programa deportivo de la IUPUI se transfirió a la nueva IU Indianápolis como los IU Indy Jaguars, heredando las membresías de la IUPUI en la División I y la Horizon League.

## Historia

### Establecimiento
Fundada en 1969, la IUPUI era un campus urbano en Indianápolis, la decimoquinta ciudad más grande de los Estados Unidos, con una población de dos millones en el área estadística metropolitana. El campus estaba justo al oeste del centro de la ciudad, a poca distancia del capitolio estatal y otras oficinas gubernamentales, y era el sitio de numerosas empresas de renombre nacional e instalaciones de arte, deportes, educación y salud.
En 1968, el Dr. Maynard K. Hine, decano de la Facultad de Odontología de la IU comenzó a trabajar con el entonces alcalde de Indianápolis Richard Lugar, el presidente de la IU Joseph L. Sutton, el presidente de Purdue Frederick L. Hovde y otros para establecer la IUPUI en 1969 a través de la fusión de los programas de extensión de Indianápolis de IU y Purdue. Sin embargo, algunas facultades se establecieron antes de la fusión, incluidas la Facultad de Medicina de la IU, la Facultad de Odontología de la IU, la Facultad de Derecho Robert H. McKinney de la IU, la Facultad de Artes Liberales de la IU y la Facultad de Arte Herron de la IU.
El periódico estudiantil del antiguo campus de extensión de IU, Onomatopoeia, y el del antiguo campus de extensión de la Universidad de Purdue, Component, se fusionaron en 1971 para formar The Sagamore, que funcionó hasta 2009.Los archivos están disponibles en línea. Esa publicación fue reemplazada por The Campus Citizen en 2011.Un segundo periódico estudiantil conocido como The Collegiate Commons se formó en 2023. Es una publicación cristianay es parte de Collegiate Network.

### Historia posterior
Los gastos de investigación de la IUPUI para el año fiscal 2014 totalizaron $271,093,483 y el gobierno federal fue el mayor patrocinador de la investigación con el 61 por ciento del total.
IUPUI CyberLab, un laboratorio en la Escuela de Ingeniería y Tecnología que brinda investigación y apoyo intelectual para el diseño, desarrollo e implementación de tecnología educativa innovadora, Fue fundada en 1996 por el Dr. Ali Jafari y financiada por William Plater, el Vicerrector Ejecutivo de la IUPUI en ese momento. Ali Jafari, David Mills, Brian Ho y Amy Warner fue el primer equipo del CyberLab que comenzó a trabajar en el desarrollo del primer curso en línea en un campus de la Universidad de Indiana. El equipo recibió $160,000 de la Universidad de Indiana para continuar implementando Oncourse para todos los cursos en la IUPUI. A partir de 1998, la Universidad de Indiana - Universidad de Purdue fue el primer campus de la IU en poner todos los cursos en línea. El CyberLab continuó desarrollándose y ahora ha lanzado varios proyectos, incluidos; Sakai, ANGEL Learning, Epsilen, y el proyecto actual llamado CourseNetworking.
En 2012, la Comisión de Educación Superior de Indiana aprobó la propuesta de IU de crear lo que se cree que es la primera escuela del mundo dedicada al estudio y la enseñanza de la filantropía. La escuela se ha basado en las fortalezas del Centro de Filantropía de la IU, pionero en la educación, la investigación y la capacitación en filantropía. En 2013, la escuela recibió el nombre de Escuela de Filantropía Lilly de la Universidad de Indiana en honor al liderazgo filantrópico de la familia Lilly, así como a sus profundas contribuciones a la educación, la investigación y el bienestar de la sociedad. El Dr. Gene Tempel fue nombrado decano fundador de la escuela.
En 2013, la IUPUI inauguró una Facultad de Salud Pública que lleva el nombre de Richard M. Fairbanks. La Facultad de Salud Pública Richard M. Fairbanks de la Universidad de Indiana se centrará en las áreas de salud urbana, políticas sanitarias, bioestadística y epidemiología. El Dr. Paul K. Halverson fue nombrado decano fundador de la facultad.

### División de la universidad
El 12 de agosto de 2022, las juntas directivas de Purdue e IU anunciaron que la IUPUI se dividiría en dos universidades separadas y que la división se completaría para el semestre de otoño de 2024. La Facultad de Ciencias será administrada por IU junto con sus otros programas, incluidos los de negocios, derecho, enfermería y trabajo social. Los programas de informática, ingeniería y tecnología serán administrados por Purdue como la nueva Universidad de Purdue en Indianápolis, una extensión completamente integrada de su campus de West Lafayette.La IU incorporará nuevos programas de informática a su Facultad de Informática, Computación e Ingeniería, y Purdue tiene la intención de abrir una sucursal de su instituto de investigación aplicada en el campus de la IUPUI o cerca de él, y planea albergar varios otros programas en varias ubicaciones de Indianápolis. La IU brindará ciertos servicios administrativos a ambas organizaciones académicas, y el programa deportivo de la IUPUI se transferirá a la nueva IU Indianápolis.
En 2023, la Universidad de Purdue creó un sistema de titularidad separado llamado "Titularidad Universitaria" para el cuerpo docente de la IUPUI afectado por la división, lo que generó inquietudes sobre trato desigual y posible discriminación. El Consejo de la Facultad de la IUPUI afirmó que la presidenta de la IU, Pamela Whitten, y el consejo directivo "socavaron" la gobernanza compartida.